# Coorow Shire
Coorow Shire är en kommun i Western Australia, Australien. Kommunen, som är belägen 290 km norr om Perth och 130 km söder om regionens huvudstad Geraldton vid kusten, i regionen Mid West, har en yta på 4 194 km², och en folkmängd på 1 067 enligt 2011 års folkräkning. Huvudort är Coorow.